# Cavillatrix similis
Cavillatrix similis är en tvåvingeart som beskrevs av Hiroshi Shima 1996. Cavillatrix similis ingår i släktet Cavillatrix och familjen parasitflugor. Inga underarter finns listade i Catalogue of Life.